# Kalâa Seghira (délégation)
Kalâa Seghira est une délégation tunisienne dépendant du gouvernorat de Sousse.
En 2004, elle compte 27 726 habitants dont 14 224 hommes et 13 502 femmes répartis dans 6 390 ménages et 7 267 logements.